# Šinđon
Šinđon este un sat din comuna Cetinje, Muntenegru. Conform datelor de la recensământul din 2003, localitatea are 25 de locuitori (la recensământul din 1991 erau 34 de locuitori).

## Demografie
În satul Šinđon locuiesc 21 de persoane adulte, iar vârsta medie a populației este de 42,9 de ani (41,4 la bărbați și 43,9 la femei). În localitate sunt 10 gospodării, iar numărul mediu de membri în gospodărie este de 2,50.
|  |

| Demografie | Demografie | Demografie |
| An         | Locuitori  | Locuitori  |
| ---------- | ---------- | ---------- |
|            |            |            |
|            |            |            |
|            |            |            |
|            |            |            |
| 1948       | 79         |            |
| 1953       | 96         |            |
| 1961       | 87         |            |
| 1971       | 68         |            |
| 1981       | 44         |            |
| 1991       | 34         | 34         |
| 2003       | 29         | 25         |

| \| Componența etnică conform recensământului din 2003[2] \| Componența etnică conform recensământului din 2003[2] \| Componența etnică conform recensământului din 2003[2] \| Componența etnică conform recensământului din 2003[2] \| Componența etnică conform recensământului din 2003[2] \| \| ----------------------------------------------------- \| ----------------------------------------------------- \| ----------------------------------------------------- \| ----------------------------------------------------- \| ----------------------------------------------------- \| \| \| \| \| \| \| \| Muntenegreni \| Muntenegreni \| \| 19 \| 76% \| \| Sârbi \| Sârbi \| \| 6 \| 24% \| \| necunoscută \| necunoscută \| \| 0 \| 0% \| |              |  |    |     |
| Componența etnică conform recensământului din 2003 |              |  |    |     |
| |              |  |    |     |
| Muntenegreni | Muntenegreni |  | 19 | 76% |
| Sârbi | Sârbi        |  | 6  | 24% |
| necunoscută | necunoscută  |  | 0  | 0%  |